# Äquatorstreifen
Als Äquatorstreifen werden in der Astronomie jene länglichen Wolkenstrukturen bezeichnet, die auf großen Gasplaneten auftreten und dort parallel zum Äquator verlaufen. Sie sind eine Folge der raschen Rotation dieser Planeten, welche die Atmosphäre in verschiedene Breitenzonen trennt und mit starken Winden einhergeht.

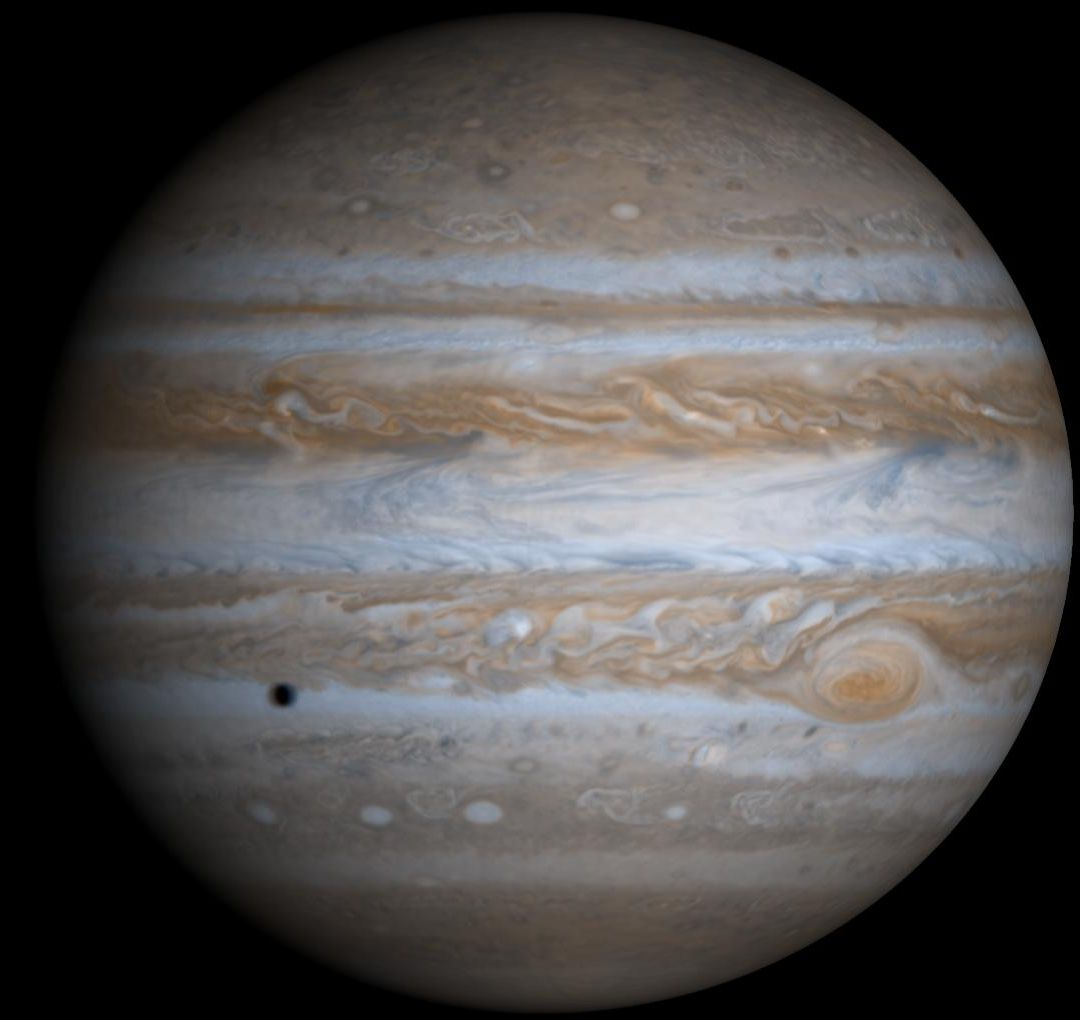
Jupiteraufnahme der Raumsonde Cassini vom 7. Dezember 2000. Die zwei breiten, dunklen Wolkenstreifen beidseits des Äquators („Bänder“, engl. Code NEB und SEB) zeigen starke Turbulenzen, während die helle Äquatorzone (EZ) glattere Strömungsmuster besitzt. Rechts unten der GRF, links der Schatten des Mondes Europa. Das zentrale Äquatorband (EB) hebt sich hier nur durch zarte Gelbtöne von der hellen Zone ab.

Am deutlichsten sind die Äquatorstreifen beim Gasriesen Jupiter zu beobachten, dem größten Planeten des Sonnensystems. Zwei sind oft schon in einem guten Feldstecher zu erkennen; ab 50-facher Vergrößerung  sieht man meist vier parallele Dunkelstreifen („Bänder“), die von hellen Zonen unterbrochen sind. Sie stellen Wolken unterschiedlicher Temperatur dar (etwa ± 20 °C), was teilweise auf ihre verschiedenen Höhen und Eiskristalle zurückgeht. Der Dunkelheitsgrad variiert stark, ebenso die eingelagerten Farbflecken (meist Methan), Einkerbungen und Turbulenzen. Bisweilen vereinigen sich die drei Bänder zu einem einzigen, das dann fast ein Drittel der gesamten Wolkenoberfläche des Planeten umfasst.

Jupiters Äquatorstreifen am 13. Juli 2021, gezeichnet bei 165-facher Vergrößerung (Beobachtungsbuch von Geof). Ferner die Monde III und IV; rechts taucht gerade II hinter dem Planeten auf.

Auf Saturn sind ebenfalls Wolkenstreifen zu beobachten, jedoch weniger deutlich. Dies hängt einerseits mit den tieferen Temperaturen zusammen, andererseits mit einer vermutlichen Dunstschicht, die über dem Großteil des Planeten liegen dürfte.
Bei Uranus sind die Äquatorbänder nur sehr schwach ausgeprägt und fast ohne Winde, während die Wolkenstreifen und Windzonen in mittleren und arktischen Regionen viel deutlicher sind. Im Unterschied zu Jupiter und Saturn steht jedoch die Rotationsachse nicht senkrecht zur Bahnbewegung, sondern liegt fast in der Bahnebene. Diese Wolkengebilde konnten erst 2003 und 2007 vom 10-m-Teleskop des Keck-Observatoriums näher untersucht werden.
Die Wolkenstreifen auf Neptun sind hingegen schon seit 1989 bekannt, als die Sonde Voyager 2 zu diesem äußersten Planeten des Sonnensystems vordrang. Neptun hatte damals – vergleichbar dem Großen Roten Fleck des Jupiter – zusätzlich zu den Streifen einen Großen Dunkelfleck („Great Dark Spot“), der ebenso wie regionale weiße Wolken später verschwand, was – trotz der tiefen Temperaturen von −220 °C – das Vorhandensein heftiger Wirbelsysteme anzeigt, wozu auch der höhere Methan-Anteil der Atmosphäre beiträgt.
Mit einiger Wahrscheinlichkeit lässt sich annehmen, dass es auch auf Exoplaneten äquatorparallele Bänder unterschiedlicher Temperatur gibt.